# Bonrechtern
Bonrechtern ist eine Bauerschaft im Osten der Gemeinde Visbek im südoldenburgischen Landkreis Vechta in Niedersachsen. Die Entfernung zum Visbeker Ortskern beträgt etwa fünf Kilometer.

## Geographie und Ortsbeschreibung
Bonrechtern wurde bereits im 11. Jahrhundert als Ban-rehderun erwähnt. Das ca. 290 Einwohner zählende Dorf ist ein Visbeker Ortsteil und liegt in der Cloppenburger Geest – im Oldenburger Münsterland. Bonrechtern ist von bäuerlicher Landwirtschaft geprägt. Am östlichen Rand der Bauerschaft entspringt im Wasserlauf Sackriede der löss-lehmgeprägte Tieflandbach Twillbäke. Südlich Bonrechterns verläuft durch den nördlichen Bereich des Forstes Herrenholz die Weser-Ems-Wasserscheide von Nordost nach Südwest. Die flache Geestlandschaft wird von Acker- und Feldbau bestimmt. Blumenproduktionsbetriebe beliefern aus ihren Gewächshäusern heraus Floristen im norddeutschen Raum. Der ehemalige Kindergarten St. Antonius der Bauerschaft wurde 2020 ins benachbarte Rechterfeld verlegt. Mitten im Ort liegt die 1905 im wilhelminischen Stil erbaute Villa Berta in einem parkähnlichen Garten.

## Naturschutzgebiete
- Westlich schließt in ca. zwei Kilometern Entfernung das von der Twillbäke durchströmte Naturschutzgebiet Bäken der Endeler und Holzhauser Heide an.[3]
- In etwa zwei Kilometern südlicher Entfernung liegt auf dem Gebiet der Gemeinde Goldenstedt das Naturschutz- und Waldgebiet Herrenholz.[4]

## Ortswappen
Das Ortswappen bildet Feldfrüchte und eine Blume ab.

## Verwaltung der Bauerschaft
Bezirksvorsteher von Bonrechtern ist Christian Pundsack. (Stand 19. Februar 2020)

## Verkehr
Die Kreisstraße K253 verbindet Bonrechtern mit den Visbeker Bauerschaften Wöstendöllen im Südwesten und Rechterfeld  im Nordnordosten. Im Rahmen der Verkehrsgemeinschaft Landkreis Vechta ist Bonrechtern durch die Buslinien von Moobilplus Landkreis Vechta (moobil+) in den Öffentlichen Personennahverkehr (ÖPNV) des Oldenburger Münsterlandes eingebunden.